# آلبرشت برندی
آلبرشت برندی ((به آلمانی: Albrecht Brandi) (۲۰ ژوئن ۱۹۱۴ – ۶ ژوئن ۱۹۶۶) نظامی اهل آلمان در دوره رایش سوم بود که در کریگس‌مارینه خدمت و چند او-بوت را فرماندهی کرد. او در چندین گشت عملیاتی در جریان جنگ جهانی دوم موفق به غرق کردن ۴۵ شناور دشمن شد تا جزو یکی از تنها ۲۷ تنی که نشان صلیب شوالیه صلیب آهنین با برگ‌های بلوط، شمشیرها و الماس‌ها را دریافت کردند باشد.

## زندگی‌نامه
آلبرشت برندی روز ۲۰ ژوئن سال ۱۹۱۴ در دورتموند زاده شد. سال ۱۹۳۵ به عنوان افسر دانشجو به کریگس‌مارینه پیوست و افسر دیده‌بان یک کشتی مین‌روب شد. هنگام آغاز جنگ جنگ جهانی دوم با درجه ناوبان دومی وارد خدمت رسمی گردید و بر عرشه کشتی‌های سطحی درگیر عملیات ضدزیردریایی در دریای بالتیک و دریای شمال بود. روز ۲۰ مه سال ۱۹۴۰ به درجه ناوبان یکمی ترفیع گرفت و سپس مین‌روب ام-۱ را تا ماه آوریل سال ۱۹۴۱ فرماندهی کرد.
برندی با انقال به نیروی او-بوت‌ها یک دوره آموزشی را در این زمینه در او-۵۵۲ گذراند. ماه آوریل سال ۱۹۴۲ به فرماندهی او-۶۱۷ از نوع ۷سی منصوب گشت. روز ۷ ستامبر سال ۱۹۴۲ در نخستین موفقیت خود، کشتی کوچک ۳۰۰ تنی تور ۲ را غرق کرد. دو هفته بعد با برخورد به کاروان کوچک نمود و کشتی‌های آتِلسلتِن (۸۸۰۰ تن)، تنسی (۲۳۰۰ تن) و رومانی (۳۶۰۰ تن) را در توالی پرسرعتی راهی کف اقیانوس کرد. برندی روز ۱ اکتبر سال ۱۹۴۲ به ناوسروانی ارتقا یافت.
اوایل ماه نوامبر سال ۱۹۴۲ مامور به گذر از تنگه جبل‌الطارق و ورود به دریای مدیترانه شد. فضای تنگ این دریا با کاروان‌های کوچک‌تر و حفاظت بیشتر مکانی خطرناک و دشوار برای او-بوت‌ها به حساب می‌آمد. برندی در یک مورد به یک کشتی ترابری تحت حفاظت پنج کشتی جنگی و در موردی دیگر به رادنی، نبردناو بریتانیایی با مراقب تعداد زیادی شناور حمله برد. در یک گشت عملیاتی هنگامی که با یک کشتی ترابری پرسرعت مواجه گشت قصد حمله داشت که در لحظه متوجه شد شناور مذکور یک کشتی بیمارستانی است و از آن صرف نظر کرد.
برندی روز ۲۱ ژانویه سال ۱۹۴۳ نشان صلیب شوالیه صلیب آهنین را دریافت نمود. در حالی که دیگر فرماندهان او-بوت‌ها غالبا از درگیری با کشتی‌های جنگی اجتناب می‌کردند، برندی عامدانه به دنبال آن‌ها بود. روز ۱ فوریه با شلیک اژدر ولشمان'، ناو مین‌ریز بریتانیایی را غرق کرد. حدود سه ماه بعد گیره برگ‌های بلوط به نشان صلیب شوالیه او افزوده شد.
برندی اواخر تابستان سال ۱۹۴۳ به شکل ویژه‌ای مامور به مکان‌یابی و حمله به یک ناوگروه قدرتمند بریتانیایی شامل یک نبردناو و یک ناو هواپیمابر در شرق جبل‌الطارق شد. روز ۹ سپتامبر موفق به یافتن هدف مذکور گردید. سرعت بالا و حرکات زیگ‌زاگ ناو هواپیمابر الیوستریوس امکان حمله به آن را نمی‌داد؛ از این رو برندی رو به شناورهای محافظ آن آورد. با شلیک چهار اژدر توانست پاکریج، ناوشکن بریتاینایی را غرق کند. بریتانیایی‌ها گشت هوایی به دنبال شناور برندی گسیل داشتند. او-بوت او روز ۱۲ سپتامبر مورد حمله قرار گرفت و در اثر اصابت بمب آسیب دید اما توانست به داخل آب‌های سرزمینی اسپانیا بگریزد. خدمه او-بوت توسط اسپانیایی‌ها بازداشت شدند.
به دستور دریابد کارل دونیتس، ماموران آلمانی برندی را از بند رهاندند و به آلمان بازگرداندند. ماه ژٰانویه سال ۱۹۴۴ فرماندهی او-۳۸۰، دیگر او-بوت نوع ۷سی، به او محول گردید. به هر صورت پیش از آن که این او-بوت بتواند راهی دریا شود در یک حمله هوایی به شدت آسیب دید. ماه آوریل همان سال برندی فرماندهی او-۹۶۷، مجددا یک او-بوت نوع ۷سی، را در دست گرفت تا دوباره به مدیترانه برود. با توجه به پیروزی‌های اخیر متفقین در شمال آفریقا و سیسیل خطر چنین کاری بیش از پیش بود. با این حال، برندی در ماه‌های آتی غرق کردن فیچتلر، ناوشکن آمریکایی را به کارنامه خود افزود. روز ۹ مه سال ۱۹۴۴ به درجه ناخدا دومی نائل آمد و همان روز شمشیرهای صلیب شوالیه بع او اعطا گردید.
برندی متعاقبا به یک جایگاه غیر رزمی در فرماندهی او-بوت‌ها در خلیج فنلاند منتقل گشت. روز ۲۴ نوامبر مفتخر به دریافت الماس‌های صلیب شوالیه شد. پایان این سال به درخواست خودش به در مقام فرماندهی یگان موسوم به کلاین‌کمپف‌فربنده متشکل از اژدرهای با سرنشین، زیردریایی‌های کوچک، قایق‌های تهاجمی و شناورهای کوچک دیگر، قرار گرفت. مجموع موفقیت‌های او در غرق کردن شناورهای دشمن تا پایان جنگ دربرگیرنده ۲۰ کشتی با مجموع تناژ ۱۱۵ هزار تن، سه ناو و ۱۲ ناوشکن بود.
پس از جنگ در حرفه معماری فعالیت کرد. ناخدا دوم آلبرشت برندی در نهایت روز ۶ ژانویه سال ۱۹۶۶ درگذشت.

## کتابشناسی
- Williamson, Gordon; Bujeiro, Ramiro (2006). Knight's Cross with Diamonds Recipients 1941–45. Oxford, United Kingdom: Osprey Publisher. ISBN 1-84176-644-5.